# Desaparición de Juan Pedro Martínez
La desaparición de Juan Pedro Martínez, apodado por los medios de comunicación como el niño de Somosierra, tuvo lugar en la madrugada de la fiesta de San Juan, el 25 de junio de 1986. Juan Pedro, de 10 años, iba con sus padres en un camión cisterna cargado con más de 20 000 litros de ácido sulfúrico fumante cuando el vehículo perdió el control y se estrelló cerca de Somosierra, en la Comunidad de Madrid. Los dos progenitores fallecieron en el accidente, pero el cuerpo del niño jamás llegó a ser encontrado. El caso es considerado por la Interpol como una de las desapariciones más extrañas de Europa en las últimas décadas del siglo XX.

## Antecedentes
Andrés Martínez Navarro, conductor de profesión, había recibido el encargo de trasladar un camión cisterna con más de 20 000 litros de ácido sulfúrico fumante desde la localidad de Los Cánovas, en el municipio de Fuente Álamo de Murcia, hacia Bilbao. La familia del pequeño afirmó que lo llevaron con ellos porque después de la entrega visitarían el País Vasco, como recompensa por haber sacado buenas notas en el colegio.
La familia partió el día 24 de junio de la Región de Murcia, y durante el trayecto dirección a Vizcaya realizaron un total de tres descansos por el camino. El último de ellos, que se corresponde con el último sitio en el que avistaron a la familia con vida, fue en el restaurante de carretera "Mesón Aragón", más conocido como "El Maño", ubicado a la entrada de Cabanillas de la Sierra (Comunidad de Madrid).

## Accidente

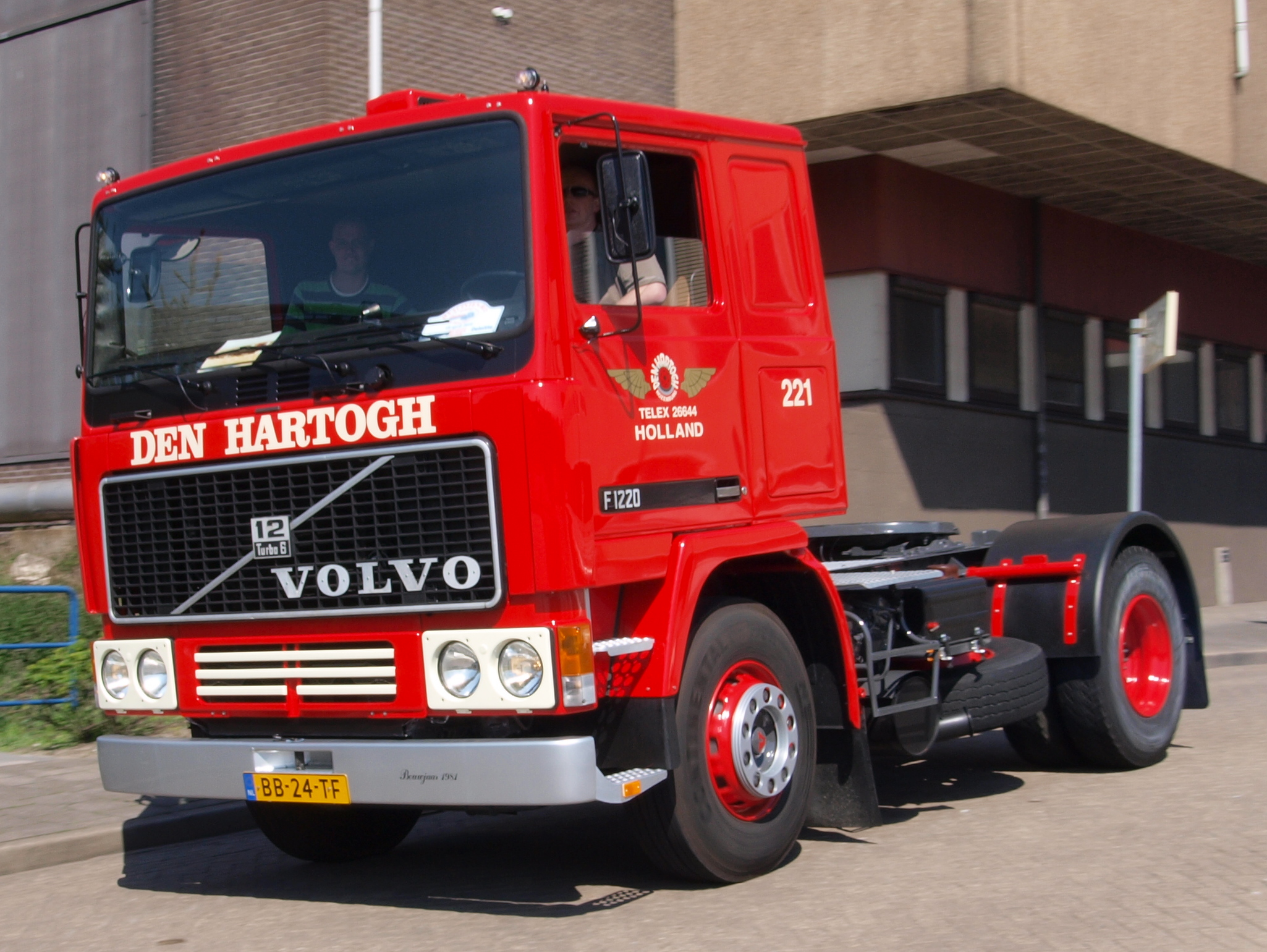
Un Volvo F12, similar al vehículo siniestrado.

El camión volcó alrededor de las 6:30 a. m. en el Km 95 de la carretera N-I, al derrapar en una de las curvas de la bajada del puerto de Somosierra, estrellándose por el exceso de velocidad que llevaba (superior a 110 km/h).
Tras el accidente, el ácido salió de la cisterna cubriendo los cuerpos de los padres ya fallecidos, pero únicamente hallando dos cuerpos; no hubo rastro del cuerpo del niño. Esto generó multitud de teorías e hipótesis sobre el paradero del niño y si estaría con vida.

## Investigación
Se confirmó que el niño viajaba a bordo del camión, ya que tanto los familiares como varios testigos corroboraron haberlo visto en compañía de sus padres. Encontraron una zapatilla en el camión, así como ropa del niño.
Se supo que el camión no tenía ninguna avería ni problema de frenos, debido a que había pasado una inspección y puesta a punto muy reciente, precisamente de cara a ese viaje.
Previo al accidente, el tacógrafo del camión registró que en el último tramo de 13 kilómetros se realizaron un total de 12 paradas, muy cortas todas ellas, sin salir de la carretera, siendo la más larga de 30 segundos. Se descartó la posibilidad de que se debiese a un atasco, dado que había poco tráfico a las 6 de la mañana.
Un año más tarde, con el desguace del camión, hallaron ocultos restos de heroína. Los padres no tenían ni pasado de consumo ni de distribución. Sin embargo, la familia confirmó que el padre estaba recibiendo presiones y amenazas por parte de una mafia para que transportase la mercancía al norte de España. A partir de ese momento, las autoridades desviaron el foco de la investigación hacia la teoría del narcotráfico, pensando incluso que el motivo por el que se llevaron a Juan Pedro al viaje fue en realidad para protegerlo de posibles represalias en Murcia.

## Hipótesis
En un primer momento, la hipótesis planteada por la policía fue la posibilidad de que el ácido hubiera disuelto el cuerpo de Juan Pedro, si bien se descartó rápidamente dicha opción ya que la actuación de los servicios de emergencia fue bastante rápida, impidiendo la disolución de los cadáveres.
Tras el descubrimiento de que en el interior del camión se transportaban opioides, la siguiente teoría que se barajó fue que el niño no estuviese en el momento del accidente con sus padres, sino que fuese secuestrado y retenido por los narcotraficantes, quienes viajaban en un vehículo detrás del camión para corroborar que la entrega se realizaba correctamente. Esta hipótesis explicaría cómo se produjo el accidente, que pudo haber sido por el nerviosismo de la situación o porque después de secuestrar al niño los padres fueron tras él para rescatarlo. De igual manera justificaría las paradas registradas en el tacógrafo, pues mientras escoltaban el camión decidieron parar en el camino y llevarse al niño como fianza.
Una teoría similar, planteada a partir de las declaraciones de pastores y testigos del accidente, fue que un matrimonio de acento extranjero, compuesto por un señor alto y de mediana edad y una mujer anciana que afirmaba ser enfermera, ambos vestidos con batas blancas, llegaron en una furgoneta Nissan Vanette blanca, se bajaron y registraron el camión, sacaron un bulto del mismo y lo cargaron en el vehículo, saliendo rápidamente del lugar. Ese bulto sería, de acuerdo con la hipótesis, Juan Pedro Martínez. Las fuerzas policiales investigaron más de 3 000 furgonetas que coincidían con la descripción, aunque no arrojaron resultados concluyentes.